# 辻寛一

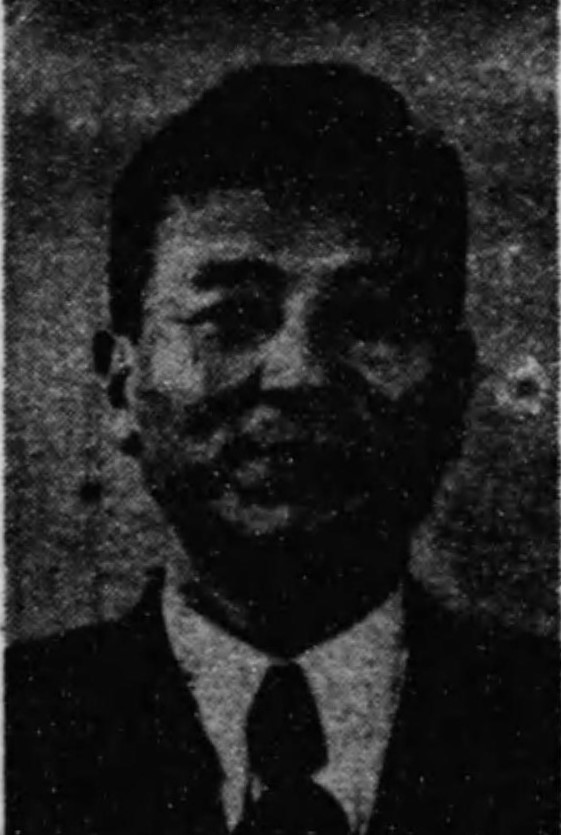
辻寛一

辻 寛一（つじ かんいち、1905年10月8日 - 1983年11月9日）は、日本の政治家。自由民主党所属の衆議院議員（10期）を務めた。	

## 略歴
- 1905年（明治38年）- 岐阜県生まれ
- 1926年（大正15年）- 名古屋高等商業学校卒業。
- 名古屋新聞(現・中日新聞)で8年の記者生活。
- 1934年（昭和8年） - 名古屋市議会議員に。のち、愛知県議会議員も務める。
- 1942年（昭和17年）- 第21回衆議院議員総選挙愛知1区落選（無所属（立憲民政党））。
- 1946年（昭和21年）
  - 4月 - 第22回衆議院議員総選挙愛知1区初当選（日本自由党）。
  - 6月 - 第1次吉田内閣運輸参与官
- 1947年（昭和22年）- 第23回衆議院議員総選挙愛知1区 当選。同年、中日電機工業を創業。
- 1949年（昭和24年）- 第24回衆議院議員総選挙当選（民主自由党）
- 1952年（昭和27年）- 第25回衆議院議員総選挙当選（自由党）
- 1953年（昭和28年）- 第26回衆議院議員総選挙当選（吉田自由党）
- 1955年（昭和30年）- 第27回衆議院議員総選挙落選（自由党）
- 1958年（昭和33年）- 
  - 5月 - 第28回衆議院議員総選挙当選（自由民主党）
  - 6月 - 第2次岸内閣防衛政務次官
- 1960年（昭和35年）
  - 9月 - 名古屋市長選挙に自民党公認で立候補したが、現職の小林橘川に敗れ落選した[1]。
  - 11月 - 第29回衆議院議員総選挙当選
  - 12月 - 衆議院国土総合開発特別委員長
- 1962年（昭和37年）- 衆議院公職選挙法改正に関する調査特別委員長
- 1963年（昭和38年）
  - 10月 - 衆議院公職選挙法改正に関する調査特別委員会理事
  - 11月 - 第30回衆議院議員総選挙当選
- 1967年（昭和42年）- 第31回衆議院議員総選挙愛知6区当選
- 自由民主党全国組織委員長
- 1969年（昭和44年）- 第32回衆議院議員総選挙当選
- 1972年（昭和47年）- 第33回衆議院議員総選挙落選
- 1976年（昭和51年）
  - 4月 - 勲一等瑞宝章受章
  - 12月 - 第34回衆議院議員総選挙落選
- 1981年（昭和56年）- 中日電機工業の会長に就任。
- 1983年（昭和58年）- 死去

## 元秘書
- 加藤南（愛知県議会議員、第84代議長）

## 家族
- 息子 - 辻真先（推理作家、脚本家）

## 逸話
- 栄で「辻かん」というおでん屋を営んでいたことがあり、息子の真先が「実家はおでん屋」と発言するのはこのことによる。